# Парегорик
Парего́рик (Tinctura Opii Camphorata) — камфорная настойка опия ароматизированная анисом, наркотический анальгетик, антидиарейное средство. За рубежом вплоть до 1950-х гг. использовался как универсальный препарат для детей и взрослых, средство от простуды, седативное и снотворное.
Парегорик был создан в XVIII веке профессором химии Лейденского университета Якобом Ле Мортом (1650-1718). Слово "парегорик" происходит от греческого слова "paregoricon" (успокаивающий, болеутоляющий).
Лекарство может применяться при лечении абстинентного синдрома у новорождённых.